# Алісія Елсбет Столлінгз
Алісія Елсбет Столлінгз (англ. Alicia Elsbeth Stallings; нар. 2 липня 1968, Декейтер, Джорджія, США) — американська поетеса та перекладачка. Лавреатка стипендії МакАртура 2011 року.

## Біографія
Алісія Елсбет Столлінгз народилася 2 липня 1968 року у Декейтер, Джорджія, США. Вона вивчала антикознавство в Університеті Джорджії (Бакалавр мистецтв, 1990) та в Оксфордському університеті (Латинська література, 1991). Алісія також є редактором Atlanta Review. 1999 року Столлінгз переїхала до Афін, Греція, і живе там з того часу. Вона працює там директором програми «Поезія» у Афінському центрі. Одружена із Джоном Псаропоулосом (John Psaropoulos), редактором Athens News. У них є син Ясон.

## Творчість
Поезія Столлінгз використовує традиційні форми, її відносять до нового формалізму.
Її поеми та есе часто публікуються у журналі «Поезія». Вона видала три книги поезії: «Архаїчна посмішка» (англ. Archaic Smile) (1999), «Гапакс» (англ. Hapax) (2006) та «Оливи» (англ. Olives) (2012). 2007 року вийшов її переклад Лукреція «Про природу речей» (лат. De Rerum Natura).

## Критичне сприйняття
В огляді книги «Архаїчна посмішка», онлайновий журнал Able Muse відзначив, що «незважаючи на всю формальну віртуозність Столлінгз, небагато її поем є чітко метрично правильними. І дійсно, одним із приємних відкриттів "Архаїчної посмішки" є кількість чудових віршів у сірій зоні між верлібром та білим віршем».
Пітер Кемпіон (англ. Peter Campion), в огляді другої книги «Гапакс», написав: «розмір та рима розкриваються елегантно, але ідіоматичність страждає через це». З позитивної сторони він зазначив, що «[її найкращі вірші у збірці] поєднують просодійний талант із потужною передачею почуттів».
Огляд третьої книги «Оливи», який опублікував Publishers Weekly, відзначив, що найбільше вразили ті твори, які не були реакцією на античну міфологію: «Коли вона дає волю своїм технічним умінням у тих віршах, де вона будує новий наратив, а не надбудовує на існуючому, Столлінгз досягає стриманої та простої впевненості, що лякає навіть за стандартами нового формалізму».

## Нагороди
1999 року дебютна збірка поезій «Архаїчна посмішка» здобула нагороду Річарда Вілбура (англ. Richard Wilbur Award) і стала фіналістом Єльської премії для молодих поетів та нагороди Волта Вітмена (англ. Walt Whitman Award). «Гапакс» (2006), друга збірка, була відзначена нагородою поетів. Її вірші були включені до антології «Найкраща американська поезія» (англ. The Best American Series) 1994 та 2000 років. Також вона має нагороди Пушкарт (англ. Pushcart Prize), Юніса Т'єтенса (англ. the Eunice Tietjens Prize), Говарда Немерова (2004) та премію Джеймса Дікі (англ. James Dickey Prize).
2010 року вона була нагороджена премією за переклад Вілліса Барнстоуна.
У 2011 році вона отримала грант Гуггенгайма, стала лауреатом стипендії МакАртура і її взяли до Сполучених штатів митців (англ. United States Artists).
2012 року збірка «Оливи» була фіналістом Премії Національного кола книжних критиків.

## Книжки
- Archaic Smile. (University of Evansville Press, 1999). ISBN 0-930982-52-5
- Hapax. (TriQuarterly, 2006). ISBN 0-8101-5171-5
- The Nature of Things. (Penguin, 2007). Verse translation of Lucretius, De Rerum Natura. ISBN 978-0-14-044796-5
- The Word Exchange: Anglo-Saxon Poems in Translation. Eds. Greg Delanty and Michael Matto.  (W. W. Norton & Company, 2010). ISBN 978-0-393-07901-2
- Olives. (TriQuarterly, 2012). ISBN 978-0-81015-226-7